# (45) Евгения
(45) Евгения (лат. Eugenia) — астероид главного пояса, который принадлежит к редкому спектральному классу F. Главной особенностью астероида (45) Евгения является то, что он стал одним из первых астероидов, у которых был обнаружен спутник, и вторым, после (87) Сильвия, астероидом, который был признан тройным.

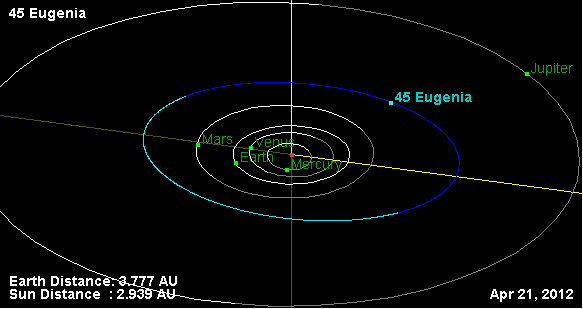
Орбита астероида Евгения и его положение в Солнечной системе

## Открытие
Астероид был открыт 27 июня 1857 года немецким астрономом-любителем и художником Германом Гольдшмидтом с помощью 4-дюймового телескопа, расположенного на шестом этаже его квартиры в Латинском квартале Парижа. Предварительные элементы орбиты рассчитал немецкий астрономом Вильгельм Фостер в Берлине по результатам трёх наблюдений июля 1857 года.
Назван в честь французской императрицы Евгении де Монтихо де Гузман (1826—1920), супруги Наполеона III. Евгения стала первым астероидом, которому было присвоено имя реального ещё живого человека. До этого астероиды называли только именами персонажей античной мифологии. Хотя одно время велись споры относительно происхождения имени астероида (12) Виктория, высказывалось мнение, что астероид был назван не именем мифологического персонажа, а именем королевы Виктории.

## Физические характеристики
Евгения — крупный астероид вытянутой формы, со средним размером около 214,6 км и тёмной углеродистой поверхностью, характерной для спектрального класса F. Как и (253) Матильда, астероид Евгения имеет очень низкую плотность, что может указывать на высокую пористость этого тела, а учитывая малую вероятность наличия водяного льда в составе пород этого астероида, вполне возможно, что он представляет собой не что иное как «кучу щебня» — конгломерат механически не связанных между собой осколков, удерживаемых вместе лишь гравитацией. Наблюдениями обнаружены значительные неоднородности в распределении химико-минералогического состава поверхностного вещества астероида, проявляющиеся при разных фазах вращения.

## Спутники
Оба спутника были открыты с помощью земных телескопов с использованием адаптивной оптики.

### Маленький принц
Первый (внешний) спутник астероида (45) Евгения был обнаружен 1 ноября 1998 года при помощи телескопа CFHT, установленного на вершине вулкана Мауна-Кеа, Гавайи и получил временное обозначение S/1998 (45) 1. Впоследствии спутник был назван «Маленький принц» в честь сына французской императрицы Евгении Наполеона IV, так и не ставшего императором. Однако это название также хорошо согласуется с детской повестью Антуана де Сент-Экзюпери «Маленький принц».
Спутник имеет диаметр около 13 км и обращается вокруг астероида в экваториальной плоскости на расстоянии около 1200 км, с периодом около пяти суток. Звёздная величина спутника отличается от Евгении более чем на 6 единиц. Но, несмотря на это, его яркости хватило, чтобы он был замечен в земные телескопы, став таким образом первым спутником астероида, обнаруженным с помощью оптических наблюдений.

### S/2004 (45) 1
Второй (внутренний) спутник астероида (45) Евгения был обнаружен в феврале 2004 года после анализа трёх изображений, полученных в Европейской южной обсерватории в Чили и получил временное обозначение S/2004 (45) 1. Своего собственного имени он пока не имеет.
Спутник имеет диаметр около 6 км и обращается вокруг астероида на расстоянии около 700 км, с периодом чуть больше двух суток.